# Andrea Fogli
Andrea Fogli (Róma, 1959. december 25. – ) Rómában alkotó olasz képzőművész. A festészet, szobrászat, rajz, fotó, installáció és performansz művészeti médiumok tárházát használva az absztrakt-konceptuális élményeket szimbolikus és ikonikus dimenzióval ötvözi. Művészeti íróként is tevékeny.

## Pályája
Andrea Fogli középiskola után 1983-ban filozófia szakon szerzett diplomát a római La Sapienza Egyetemen. Első olaszországi kiállítása a római Ugo Ferranti galériában volt 1985-ben, amely több mint húsz évig, a galerista Ugo Ferranti 2008-ban bekövetkezett haláláig képviselte. A galéria a 70-es években nyílt a Piazza Navona közelében Rómában, és a konceptuális művészet olyan kiemelkedő képviselőinek műveit mutatta be, mint Sol LeWitt és Daniel Buren.
Andrea Fogli közel négy évtizedes pályafutása alatt műveit számtalan jelentős európai és ázsiai kulturális intézményben mutatták be. Alkotásai ismert gyűjteményekben szerepelnek.  
Fogli a Nemzetközi Nyári Képzőművészeti Akadémia Salzburg akkori vezetőjének, Barbara Wallynak a meghívására 2006-ban, 2007-ben és 2008-ban rajzot tanított a Hohensalzburg várban. Ez Európa legismertebb nyári művészeti akadémiája, melyet Oskar Kokoschka alapított a háború utáni időszakban.

## Művészi koncepciója
Andrea Fogli olyan technikákkal dolgozik, amelyek a téma árnyalt, homályos, megfogalmazását lehetővé teszik. Irreális, körülölelő és erősen idéző atmoszférákat teremt, amelyekben a formák más formákká fejlődhetnek, hogy váratlan jelentéseket tárjanak fel. A rajz, pasztell és a tempera éppen a finom átmenetek lehetősége miatt kulcsszerepet játszanak művészetében. A metamorfózis elve egyesíti a tematikusan összetartozó rajzokat és a szobrokat, mert a három dimenziós alkotás különböző nézeteinek segítségével megidézi a rajz kétértelműségét. Finom poétikájának motorja az egyén belső világának lírai kivetítése.

## Egyéni kiállítások
- 2000 Il primo giorno, Rupertinum-Museum Moderner Kunst, Salzburg, kurátor Peter Weiermair
- 2002 Scala reale, Villa delle Rose-Galleria d’Arte Moderna, Bologna, kurátor Peter Weiermair [5]
- 2006 Il diario delle ombre, MARTA Herford, Herford, kurátor Jan Hoet[6]
- 2007 Wanderer, Land Galerie im Traklhaus, Salzburg[7]
- 2008 Vojage au centre du monde, Meessen-deClercq Galéria, Brüsszel[8]
- 2010  Wurzelgetraum, Heike Curtze Galéria, Bécs[9]
- 2012 59 grani, Sala della Crociera, Ministero of Culture, Róma[10]
- 2013 Ogni cosa, Casino dei Principi, Museums of Villa Torlonia, Róma, kurátor Claudia Terenzi[11]
- 2016 Il fantasma della storia, Museum of the Via Ostiense, Porta San Paolo, Róma[12]
- 2018 L’angelo della storia, Chiesa del Carmine – Lanfranchi Museum, Matera, kurátor M.Ragozzino[13]
- 2018 Diari d’opera (Andrea Fogli 1984-től megjelent könyveinek és művészeti kiadványainak bemutatója), Casa delle Letterature, Róma[14]
- 2019 Effemeridi del Giardino, Museum of Contemporary Art, Lissone-Milano, kurátor A.Zanchetta[15]

## Válogatott csoportos kiállítások
- 2000-2002 L’altra metà del cielo, Rupertinum-Museum Moderner Kunst, Salbzurg / Kunstsammlungen, Chemnitz / Műcsarnok, Budapest / Galleria d’Arte Moderna, Bologna, kurátor Peter Weiermair
- 2003  Aktuelle Positionen Italienisher Kunst, Mathildenhohe, Darmstad / MART, Palazzo delle Albere, Trento
- 2004 Diaries and dreams, Ursula Blickle Stiftung, Kraicthal, kurátor Peter Weiermair
- 2005  My private Heroes and Sammlungen:eine Auswahl, MARTA, Herford, kurátor Jan Hoet
- 2005 Un secolo d’arte italiana della Fondazione VAF, MART, Rovereto
- 2005 Idearte, Galleria d’Arte Moderna, Bologna, kurátor Dede Auregli
- 2006 La contemporaneità dell’arte - XII Biennale Internazionale di Scultura, Museo della Scultura, Carrara, kurátor by Bruno Corà
- 2007 Small is beautyfull, Ursula Blickle Stiftung, Kraichtal, kurátor Peter Weiermair
- 2009 Mitografie, Museo Bilotti, Róma, kurátorok Peter Weiermair és Andrea Fogli
- 2009-2010 Fragile , Musée d’Art Moderne, Saint-Etienne / Accademia d’Ungheria, Rome / Daejeon Museum of Art, Korea, kurátor Lóránd Hegyi
- 2010 Unsichtbare Schatten, MARTA Herford, Herford
- 2010 Scherz, Satire, Ironie, Kunstverein Augsburg, Augsburg, kurátor Peter Weiermair
- 2010-2011 Hareng Saur- Ensor and contemporary art, SMAK &MSK, Gent
- 2011 Altre narrazioni, MLAC, Museo Laboratorio Università La Sapienza, Róma
- 2013 Visions, MARTA, Herford
- 2013 Ritratto di una città, Arte a Roma 1960-2001, MACRO, Róma
- 2013 Middle Gate Geel ‘13, Geel, kurátor J.Hoet
- 2013/14 The drawing room, Ursula Blickle Stiftung. Kraichtal / Galerie im Taxispalace, Innsbruck, kurátor P.Weiermair
- 2016 Intrigantes Incertitudes, Musée d’Art Moderne, Saint-Etienne, kurátor Lóránd Hegyi
- 2017 Art and mission: homage to George Wong, Parkview Museum, Beijing
- 2018 Intriguing uncertainties, Parkview Museum, Beijing, kurátor Lóránd Hegyi
- 2018/19 Intriguing uncertainties, Parkview Museum, Singapore, kurátor Lóránd Hegyi
- 2019/20 Disturbing narrative, Parkview Museum, Singapore, kurátor Lóránd Hegyi

## Művek gyűjteményekben
- MART, Trento e Rovereto[16]
- Marta Herford Museum für Kunst, Architektur, Design, Herford, Németország[17]
- MACRO, Roma[18]
- Ursula Blickle Stiftung, Kraichtal[19]
- Galleria d’Arte Moderna, Bologna[20]
- Galleria Civica del Disegno, Modena[21]
- Parkview Museum, Beijing/Singapore[22]
- Gagliardi Collection, Chianciano Art Museum, Toszkána, Olaszország[23]